# Cyclops brasiliensis
Cyclops brasiliensis – gatunek widłonoga z rodziny Cyclopidae, nazwa naukowa gatunku została po raz pierwszy opublikowana w 1849 roku przez amerykańskiego zoologa, Jamesa Dwighta Dana.